# Шушково (Рыбинский район)
Шушково — деревня в Макаровском сельском округе Судоверфского сельского поселения Рыбинского района Ярославской области.
Деревня расположена на юго-западе поселения, к востоку от крупного посёлка и железнодорожной станции Тихменево. Деревня стоит на левом, северном берегу реки Чёрная (приток - реки Коровка). Из Тихменево через Шушково, Александровку и Васькино идёт дорога в окрестности Покрова. На противоположном берегу реки Чёрная— деревня Коркино.
Деревня Шушково указана на плане Генерального межевания Рыбинского уезда 1792 года.
На 1 января 2007 года в деревне не числилось постоянных жителей. Почтовое отделение, расположенное в деревне Харитоново, обслуживает в деревне Шушково 13 домов. Улицы не именуются.